# Rakovica
 Ovo je glavno značenje pojma Rakovica. Za druga značenja pogledajte Rakovica (razdvojba).
Rakovica je općina u Karlovačkoj županiji u Hrvatskoj.

## Zemljopis
Naselje Rakovica smješteno je u središnjem dijelu Republike Hrvatske, regionalno pripadajući Kordunu, odnosno može se reći da se nalazi na južnoj granici ove regije koja se "naslanja" na Liku. Vrlo često se ovo područje naziva Likom, a mještane Ličanima iako strogo geografski gledano to nije točno jer Lika počinje na rijeci Korani i dalje prema Plitvicama, a općina Rakovica (i samo mjesto) nalaze se prije rijeke Korane (gledano iz smjera Zagreba).
Rakovica je udaljena od Zagreba oko 120 km u smjeru jug-jugozapad. Nalazi se uz glavnu državnu prometnicu (D1) koja spaja sjevernu i južnu Hrvatsku pa je vrlo dobro povezana sa središnjom i južnom Hrvatskom. Teritorij općine djelomično graniči sa susjednom Bosnom i Hercegovinom, a najbliži veći grad u toj državi je Bihać (oko 45 km). 
Općinu Rakovica čine naselja: Rakovica, Drage, Oštarski Stanovi, Rakovačko Selište, Brajdić Selo, Jelov Klanac, Gornja Močila, Rakovačka Korita, Lipovac, Stara Kršlja, Jamarje, Mašvina, Drežnik Grad, Irinovac, Drežnički Grabovac, Sadilovac, Drežničko Selište, Čatrnja, Korana, Nova Kršlja, Kordunski Ljeskovac, Koranski Lug, Basara, Brezovac i Broćanac. 
Granica općine počinje na rijeci Korani (stari redovnički mlin kod Špoljarića) i ide nizvodno rijekom Koranom sve do Koranskog Luga, otud obuhvaćajući Mašvinu ide putem između Furjana i Brezovca i putem između Videkić sela i Broćanca. Obuhvaćajući kamenolom na Broćancu, na Prisjeci izlazi na magistralnu cestu u pravcu Slunja, do ceste koja iz Slušnice vodi do Močila i ide ovom cestom oko 2 km. Dalje obuhvaća Medarice, Bjeljevine, Stožer i čitav kompleks šume Uvala te izlazi na vrh Velike Lisine, spušta se padinom na stari rezervoar vode u Lisini i odavde ravno na rijeku Koranu, odnosno na polazišnu točku.
Ukupna dužina općinske granice je 93,1 km. Općina se prostire na 25.580 ha ili na 261 km2 ukupne površine. Naselja se nalaze na nadmorskoj visini od 370 do 420 metara. Najviši vrh općine je Trovrh (940 m) koji se nalazi u šumskom kompleksu Uvala. Od ostalih vrhova mogu se izdvojiti Veliko Bilo (934 m), Stožer i Pištanica (900 m), Tisovi vrh (867 m), Velika Lisina (794 m) i Zvjerinjak (510 m).

## Stanovništvo
- Ukupan broj stanovnika općine je 2623, a od toga je 1323 muškaraca i 1300 žena. Prosječna starost iznosi 38.8 godina, a iznad 60 godina ima 629 osoba.
- Prema nacionalnoj strukturi Hrvati su s 94% apsolutno većinsko stanovništvo, slijede manjine: Srbi 4% i ostali 2 %.

### Rakovica (naseljeno mjesto)
- 2001. – 356
- 1991. – 1012 (Hrvati – 888, Srbi – 71, Jugoslaveni – 17, ostali – 36)
- 1981. – 1169 (Hrvati – 1036, Srbi – 66, Jugoslaveni – 61, ostali – 6)
- 1971. – 1273 (Hrvati – 1157, Srbi – 98, Jugoslaveni – 9, ostali – 9)

## Uprava
Upravno područje općine Rakovica obuhvaća više naselja od kojih je najznačajnije uz samo općinsko središte Rakovicu, Drežnik Grad.  Na istoku općina graniči s Bosnom i Hercegovinom, na jugu s općinom Plitvička jezera (Korenica), na zapadu sa Saborskim, a na sjeveru sa Slunjom.

## Povijest
U Rakovici je početkom listopada 1871. godine izbio ustanak. Vođa ustanka bio je Eugen Kvaternik. Ustanak je bio loše organiziran te je nakon nekoliko dana ugušen. Samog Eugena Kvaternika ubili su izdajnici iz ustaničkih redova.

## Gospodarstvo
Prvenstveno zahvaljujući Plitvičkim jezerima i rijeci Korani pokušava se razviti turizam kao gospodarska grana. Uz turizam razvija se i poljodjelstvo.

## Poznate osobe
- Eugen Kvaternik
- Josip Turkalj
- Petar Vrdoljak

## Spomenici i znamenitosti
- spomenik Eugenu Kvaterniku
- stari grad Drežnik
- crkva Sv. Jelene
- Baraćeve špilje

## Obrazovanje
Osnovna škola Eugena Kvaternika u Rakovici

## Kultura
- KUD Izvor

## Šport
- NK Eugen Kvaternik Rakovica
- Kuglački klub Rakovica

## Vanjske poveznice
- Općina Rakovica
- Baraćeve špilje